# Plan C (2012)
Plan C is een Nederlandse komische thriller uit 2012 van regisseur Max Porcelijn.

## Verhaallijn
De matige Amsterdamse rechercheur Ronald Plasmeyer (Ruben van der Meer) is regelmatig aan tafel te vinden in een kleinschalig illegaal pokerhuis in Amsterdam Noord. Volgens Ronald een behendigheidsspel, geen gokken. Als zijn ex-vrouw en zoontje worden bedreigd vanwege een openstaande geldschuld bij de Chinese Hao moet Ronald iets verzinnen om aan het geld te komen. Hij bedenkt een waterdicht plan.
Ronald stelt zijn vriend Gerrit (René van 't Hof) voor om het pokerhuis te overvallen. Belangrijk is: geen geweld. Als er geen geweld wordt gebruikt is er alleen wat zwart geld weg. Daar zal niemand voor naar de politie gaan, zo redeneert Ronald. Alleen dreigen. Ronald zal de avond van de overval dan zelf meespelen zodat hij een alibi heeft. Gerrit betrekt zonder overleg zijn vroegere zwager Bram (Ton Kas) bij het plan. Ronald kent Bram niet, maar stemt onder tijdsdruk en met de garanties van Gerrit toch in met de deelname van Bram. Ronald schat dat er € 30.000 kan worden buitgemaakt en de drie spreken af dat ieder een derde van de buit krijgt.
Op de avond van de overval zorgt Bram dat hij en Gerrit vooral rustig aan doen. Bram maakt er een punt van dat ze per se langs de KFC rijden om eerst wat te eten. De wapens die Bram heeft geregeld, een oud handpistool en een Uzi, maken Gerrit ongemakkelijk. Hij verliest langzaam maar zeker grip op Bram, wiens onberekenbare karakter steeds duidelijker wordt.
Ondertussen zit Ronald aan de pokertafel en speelt mee met het toernooi dat die avond plaatsvindt. Maar ook daar lopen de zaken anders dan verwacht. Voor het eerst in zijn leven lijkt Ronald een goede run aan de pokertafel te hebben. Hij kan zelfs meer dan de benodigde € 10.000 winnen. Ronald neemt een beslissing. Op de WC probeert hij per telefoon via Gerrit de "missie" alsnog af te blazen. Maar Bram wil hier niets van weten. "De machine is al in gang gezet!"
Ronald keert lijkbleek terug naar zijn plek aan de tafel, wachtend op wat komen gaat, machteloos. Dan klinken er schoten, wordt er zelfs iemand tegenover Ronald door een kogel geraakt en is Ronalds plan compleet nutteloos. Tot overmaat van ramp laat Ronald zijn aansteker liggen als hij halsoverkop vertrekt.
De drie komen de volgende dag in een wegrestaurant bij elkaar. Ronald is woedend en vraagt Bram waarom er tegen de afspraak in geschoten is. Bram reageert laconiek: "Plannen worden bedacht, dan gebeuren er dingen, worden de plannen weer aangepast." Er ontstaat ruzie over de verdeling van de buit: Bram besluit nu dat Ronald minder krijgt omdat hij weinig heeft hoeven doen. Als Ronald hier niet mee akkoord gaat wil Bram hem helemaal niet meer laten meedelen. Gerrit probeert vergeefs de zaak nog te sussen, maar als Bram openlijk zijn pistool trekt verdwijnen Bram en Gerrit en blijft Ronald alleen achter.
Op het bureau wordt Ronald door zijn baas, Peter (Kees Hulst), geconfronteerd met de op de plaats delict gevonden aansteker. Hij weet dat het Ronalds aansteker is, maar brengt Ronald niet direct in verband met de schietpartij. In plaats daarvan denkt hij dat Ronald een heimelijke gokverslaving heeft. Peter wil er wel graag over praten met Ronald. Terwijl Peter een afspraak maakt voor een getuigenverklaring van Ronald, sluipt Ronald weg om tussendoor snel zijn zoontje Simon van school af te halen. Hij laat Simon zolang bij zijn oma achter, om zich weer op het oplossen van zijn problemen te kunnen richten.
Ronald krijgt nu helemaal geen contact meer met Bram en Gerrit en de tijd dringt. Hij weet Gerrits voicemail in te spreken met een nieuw plan: hij gaat akkoord met zijn kleinere aandeel in de buit, maar misschien dat Gerrit hem dan de rest kan lenen zodat hij in elk geval Hao kan afbetalen.
Terwijl Bram en Gerrit op een hotelkamer letterlijk het bloed van het geld wassen en het verdelen, heeft Gerrit nog maar weinig in te brengen tegen Brams nieuwe plannen. Als Bram moet "schijten" en de deur van de WC dicht wil doen pakt hij uit voorzorg Gerrits telefoon af en gooit deze in de WC. Terwijl Bram rustig op de WC zit besluit Gerrit stiekem met de vaste hotellijn Ronald te bellen. Maar als hij Ronald te pakken heeft staat Bram in de deuropening van de WC met het oude pistool in zijn hand en schiet Gerrit dood.
Ronald weet via Gerrits telefoontje het hotel te vinden en gaat er direct naartoe. Als hij daar aankomt blijkt de receptionist (Henry van Loon) ook te zijn doodgeschoten. Als Ronald de verlaten hotelkamer binnengaat treft hij alleen de dode Gerrit aan. Dan verschijnt Bram met getrokken pistool uit de badkamer. Hij wil Ronald doodschieten maar het oude pistool hapert. Bram gooit vervolgens zijn wapen naar Ronald als afleiding en vlucht de kamer uit. Als Bram in zijn vlucht valt, komt Ronald uit de hotelkamer met het pistool dat Bram zojuist naar hem gooide. Ronald richt het oude wapen op Bram en doordat dit keer het pistool niet hapert schiet hij hem dood. Dan neemt Ronald de buit mee, draait Bram om en laat diens wapen achter. Bij Hao aangekomen lost hij zijn schuld af met het geld, gewikkeld in een waszak van het hotel.
Ondertussen blijkt de politie een heel andere lezing van de sporen te hebben. Volgens de inspecteur die het onderzoek leidt (Victor Löw) hebben Bram en Gerrit ruzie gekregen in het hotel, heeft Bram Gerrit doodgeschoten en is hij vervolgens op zijn pistool gevallen toen hij probeerde weg te komen. Er is wel sprake geweest van een derde persoon bij een voorval in een wegrestaurant, welke door getuigen omschreven werd als "kaal". Maar volgens de onderzoekend inspecteur is dat niet gerelateerd aan deze zaak, zo legt hij Peter, Ronalds baas, uit.
Ronald lijkt zo vrijuit te gaan en het grootste geluk van zijn leven te hebben, zonder dat hij het door heeft. Als hij zich bij Peter meldt om zijn eerdere gedrag uit te leggen verwacht hij dat Peter hem doorheeft. Maar wanneer Peter de versie van de politie uit de doeken doet realiseert Ronald zich dat hij helemaal niet van betrokkenheid verdacht wordt. Het is niet helemaal duidelijk of Peter bewust is van wat hij precies doet, maar Ronald beseft nu dat wat hem betreft alles is opgelost. Voorlopig dan.
In de laatste scène zit Ronald 's ochtends opgelucht in een café aan de bar met een kopje koffie voor zich. Als vier kaartende mannen vragen of Ronald ook mee wil doen kijkt Ronald de mannen heel lang aan.

## Ontvangst
In de Volkskrant verwees recensent Floortje Smit onder meer naar de tragikomische klassieker Fargo van de gebroeders Coen. Wel vond ze de dialogen niet overal even goed. "Maar de manier waarop Porcelijn het milieu van Plasmeyer en de zijnen neerzet, is onweerstaanbaar."
Op nrc.nl was André Waardenburg in een korte bespreking minder enthousiast. De film was "toch net niet helemaal geslaagd", ondanks de "visuele flair" van het openingsshot. Acht jaar later noemt in dezelfde krant Robbert Blokland Plan C echter "de grappigste Nederlandse film van het decennium".
VPRO Cinema geeft de film vier sterren (van maximaal vijf): "Ingetogen zwarte misdaadkomedie met de drie ongekroonde koningen van het understatement: Ruben van der Meer (als Ronald), Ton Kas (als Bram) en René van ’t Hof (als Gerrit)."
Ook Jos van der Burg in het Parool deelde vier sterren uit. Het debuut van Porcelijn "ontstijgt de polderlol." Ingewikkelde plots zijn niet nodig zolang de uitwerking in orde is. "Naast de perfecte casting vallen de gortdroge absurdistische dialogen op, die aan Alex van Warmerdams werk doen denken."
In Trouw wees ook Jann Ruyters op overeenkomsten met Fargo. "En toch mag je 'Plan C' nu best een kleine Coen-film noemen, een geslaagd Hollands Coentje waarin de drie antihelden het criminele trio uit 'Fargo' evenaren in bloederig miskleunen en toevallig succes." De film werd 'zeer innemend, geestig en zelfs spannend' genoemd.

### Prijzen
Plan C werd in 2012 genomineerd voor zeven Gouden Kalveren, en won er twee. Concurrentie was er vooral van een andere misdaadfilm, De Heineken Ontvoering. René van 't Hof kreeg de prijs voor de beste mannelijke bijrol, en regisseur Max Porcelijn ontving de prijs voor het beste scenario.